# Efraín Juárez
Efraín Juárez Valdez (Città del Messico, 22 febbraio 1988) è un allenatore di calcio ed ex calciatore messicano, di ruolo difensore, allenatore del Atlético Nacional.

## Carriera
Nasce calcisticamente nelle giovanili dell'UNAM. Dopo essersi messo in mostra al campionato mondiale di calcio 2010, viene acquistato dal Celtic per 2,5 milioni di euro.
Il 28 luglio 2011 passa in prestito al Real Saragozza. Esordisce in Primera División con la squadra aragonese il 28 agosto, partendo da titolare nella partita persa per 6-0 alla Romareda contro il Real Madrid. Il 22 settembre segna il suo primo gol nella partita di campionato persa per 4-3 contro il Betis Siviglia.
Il 30 gennaio 2012 torna al Celtic.
Il 27 giugno 2012 viene acquistato dal Club América.

### Allenatore
A partire dall'estate 2024, viene assunto dall'Atlético Nacional come allenatore della prima squadra. Nel mese di dicembre ha conquistato dapprima la coppa nazionale e una settimana dopo il campionato colombiano, compiendo così il double alla prima stagione da allenatore.

## Palmarès

### Giocatore

#### Club

##### Competizioni nazionali
- Coppa di Scozia: 1

Celtic: 2010-2011
- Coppa del Messico: 1

Monterrey: Apertura 2017

#### Nazionale
- Campionato mondiale Under-17: 1

2005
- Gold Cup: 2

2009, 2011

### Allenatore

#### Club

##### Competizioni nazionali
- Copa Colombia: 1

Atlético Nacional: 2024
- Campionato colombiano: 1

Atlètico Nacional: Clausura 2024